# Sphenella orbicula
Sphenella orbicula är en tvåvingeart som beskrevs av Munro 1957. Sphenella orbicula ingår i släktet Sphenella och familjen borrflugor. Inga underarter finns listade i Catalogue of Life.